# هاري دبليو. أندرسون
هاري دبليو. أندرسون (بالإنجليزية: Harry W. Anderson)‏ هو شخصية أعمال أمريكي، ولد في 5 أكتوبر 1922 في كورنينغ في الولايات المتحدة، وتوفي في 7 فبراير 2018.